# 小牧市国際交流協会
小牧市国際交流協会（こまきしこくさいこうりゅうきょうかい、英称：Komaki International Association、英略称：KIA）は、愛知県小牧市にある組織。市民の外国との交流や市内在住外国人との交流を支援する活動を行なっている他、市民を対象とした外国語教室の開催、市内在住外国人の為に自治体の広報誌の翻訳や日本語教室の開催などを行なっている。現在会長は小牧市長が勤めている。

## 沿革
- 1994年11月 - 設立

## 事務局
愛知県小牧市小牧2丁目107番地 小牧市市民会館・公民館内